# Epipedonana profunda
Epipedonana profunda är en kräftdjursart som beskrevs av Just och Wilson 2004. Epipedonana profunda ingår i släktet Epipedonana och familjen Paramunnidae. Inga underarter finns listade i Catalogue of Life.